# Megadytes fallax
Megadytes fallax är en skalbaggsart som först beskrevs av Aubé 1838.  Megadytes fallax ingår i släktet Megadytes och familjen dykare. Inga underarter finns listade i Catalogue of Life.